# Greger Larson
Greger Larson, folkbokförd Karl Greger Larsson, född 20 december 1957 i Heliga Trefaldighets församling i Kristianstad, är en svensk affärsman. Han har varit VD för TV3 samt ordförande i Viasat. Han är utbildad civilekonom.
Greger Larson är son till Stig Larson och Ella, ogift Norrman. Han är sedan 1987 sambo med Maria Borelius, med vilken han har fyra barn.